# 芒頭埔
芒頭埔，是台灣新竹縣竹北市的一個傳統地域名稱，位於該市中部偏東南。相較於今日行政區，其範圍大致包括中興里、東興里最南端、十興里東端、東平里東北端、鹿場里東北角、隘口里西北角。
本地區大部分位於「新竹高鐵特區」範圍內。

## 歷史
台灣清治末期至日治前期，芒頭埔地區為一街庄，稱為「芒頭埔庄」，隸屬於竹北一堡。該庄東北與十興庄為鄰，東南與隘口庄為鄰，西南邊為六張犁庄，西北邊為鹿場庄。
1901年（日治明治三十四年）11月，全台廢縣廳改設二十廳，該庄隸屬於新竹廳。1909年（明治四十二年）10月，合併二十廳為十二廳，該庄隸屬不變。1920年（大正九年），廢十二廳改設五州二廳，該庄改制為「芒頭埔」大字，隸屬於新竹州新竹郡六家庄，大字下有「芒頭埔」、「麻園」小字名。1941年（昭和十六年），六家庄與舊港庄合併成立竹北庄，本地區改隸之。
戰後竹北庄改制為竹北鄉，隸屬於新竹縣，大字亦改制為村。1950年桃、竹、苗分治，本地區隸屬不變。1988年，竹北鄉升格為竹北市，村亦改制為里。

## 交通
縣道120號（福興東路二段、嘉興路）是竹北下斗崙至尖石八五大橋的道路，也是頭前溪北岸主要的連絡道路，大致以西北—東南走向轉西南—東北走向經過芒頭埔地西北部，向西北可前往鹿場、下斗崙並止於省道台1線路口，向東北轉東南可前往芎林南郊、橫山（九讚頭）、內灣、尖石等地。
縣道117號（自強南路）是新豐埔和至香山內湖的道路，大致以東北－西南走向經過本地區西北角，向東北轉北再轉西北經枋寮後轉東北可前往湖口、新豐後湖並止於省道台15線路口，向西南轉西北可前往埔頂、新竹市區、香山等地。

## 學校
- 新竹特殊教育學校（大部分）
- 六家國小（大部分）